# 자치통감강목 권11
자치통감강목 권11(資治通鑑綱目 卷11)은 서울특별시 동대문구 세종대왕기념사업회에 있는, 남송의 주희가 북송의 사마광이 편찬한 『자치통감(資治通鑑)』을 저본으로 편찬한 강목체 史書. 조사대상본은 세종 20년(1438)에 병진자와 초주갑인자로 간행한 책이다. 2019년 6월 7일 서울특별시의 유형문화재 제448호로 지정되었다.

## 지정 사유
남송의 주희가 북송의 사마광이 편찬한 『자치통감(資治通鑑)』을 저본으로 편찬한 강목체 史書. 조사대상본은 세종 20년(1438)에 병진자와 초주갑인자로 간행한 책으로 인쇄상태나 글자의 판각이 비교적 정교한 편임. 책의 분량은 1책 영본으로 내용은 卷11의 中卷에 해당한다.
간기를 확인할 수 없어 명확한 인쇄시기를 판단하기 어려우나, 병진자의 사용, 인쇄상태, 판식, 사정전훈의 『자치통감강목(資治通鑑綱目)』이 1436년 7월 29일부터 1438년 11월 사이에 편찬·간행되었다는 기록 등으로 판단해보면, 1438년 11월 이전에 인쇄되었을 것으로 보인다.
1책만 남은 영본이며, 비록 분철, 배접, 제책하여 본래의 원형상태를 잃었지만 사정전훈의 『자치통감강목』초기 모습을 보여주는 자료로 의미가 있으며, 동일한 시점에 간행된 판본이 매우 드물게 남아있으므로 시유형문화재로 지정하여 보존할만한 가치가 있는 것으로 판단된다.

## 조사보고서
『자치통감강목(자치통감강목)』은 남송의 주희가 북송의 사마광이 편찬한 『자치통감(資治通鑑)』을 저본으로 편찬한 강목체 사서(史書)이다. 『춘추(春秋)』의 체재에 따라 사실(史實)에 관하여 큰 제목으로 강(綱)을 세우고 그 사실의 기록을 목(目)으로 구별하여 편찬한 책이며, 주자학의 전래와 함께 조선조에서도 『자치통감강목』이 중시되어 조선시대 초기에만도 수차례 간행되었다. 『자치통감』은 본래 294권의 거질로 주나라 威烈王이 晉三卿, 韓·魏·趙氏을 제후로 인정한 BC 403년부터 五代後周世宗까지인 960년에 이르기까지 1362년간의 역사를 1년의 단위로 묶어서 편찬한 것이다.
조선에서 처음 간행된 『자치통감강목』은 세종 4년(1422)경에 간행된 경자자본(庚子字本)이다. 특히 세종은 이 책을 애독하여 최초의 연활자(鉛活字)인 병진자(丙辰字)로 강(綱)을 인쇄하고 목(目)과 주석은 초주갑인자로 인쇄한 책을 발간하였으며, 이는 세종 20년(1438)에 사정전훈의 (思政殿訓義) 『자치통감강목』으로 알려져 있다. 세종은 집현전 문신들에게 명하여 훈의를 만들게 하는 한편, 훈의가 완성되자 총 권수 139권에 달하는 방대한 책으로 세종 20년(1438)에 간인(刊印)해 냈다. 이때에 강(綱)에 사용한 큰 글자는 수양대군에게 글씨를 써서 주조한 병진자이며, 중간글자와 작은 글자는 갑인자(甲寅字)로 찍어 인출하였다.
조사대상본은 세종 20년(1438)에 병진자와 초주갑인자로 간행한 책이다. 인쇄상태나 글자의 판각이 비교적 정교한 편이며 이 병진자본 계통의 판본은 매우 드물게 남아있다.
책의 분량은 1책 영본으로 내용은 卷11의 中卷이다. 본래 상·중·하권이 권11의 내용이지만 조사대상본은 분리되어 중권만 남은 것이다. 그리고 분철하여 각 장을 배접하였고 본래의 상태로 제책하지 않고 펼친 상태로 모아서 묶었다. 판식의 변란은 사주단변이고 반곽의 크기는 세로 26.7cm 가로 17.8cm이며 본문은 대자 5行12字, 中字10行18字, 책의 크기는 세로 33.7cm 가로 20.8cm이다. 지질은 저지이며, 표지의 장정은 후대의 장황으로 오침안(五針眼)의 선장(線裝)이다. 본문 중에 일부 결락이 있다. 판심의 어미는 上下下向黑魚尾이고 판심제는 '綱目'이다. 표지 다음에 공격지 없이 권11 중권의 본문이 시작된다. 본문의 체재는 대개 큰 글씨의 원문을 먼저 제시하고 그에 대해 쌍행으로 주석을 다는 방식으로 되어 있다.
『자치통감강목』은 금속활자에 의한 간행이 두드러져 금속활자인쇄사에서도 중요한 의미를 지니는 책이다. 이 책 이후에 간행된 책들은 병진자의 원래 활자를 쓴 것이 없고 거의 병진자를 닮은 목활자를 쓰거나 전체를 목판본으로 번각하여 간행하였다.
간기를 확인할 수 없어 명확한 인쇄시기를 판단하기 어려우나 병진자의 사용, 인쇄상태, 판식, 사정전훈의 『자치통감강목』이 1436년 7월 29일부터 1438년 11월 사이에 편찬·간행되었다는 기록 등으로 판단해보면 1438년 11월 이전에 인쇄되었을 것으로 여겨진다. 조사본과 동일한 판본으로 '校正' 印記와 표지가 제대로 남아있는 권19의 하권이 보물552호로 지정되어 있고, 권23의 상권이 인천시 유형문화재 59호로 지정되어 있다.
조사대상본은 1책만 남은 영본이며 비록 분철, 배접, 제책하여 본래의 원형상태를 잃었지만, 사정전훈의 『자치통감강목』의 초기모습을 보여주는 자료로 의미가 있다. 동일한 시점에 간행된 판본이 매우 드물게 남아있으므로 시유형문화재로 지정하여 보존할만한 가치가 있을 것으로 여겨진다.

## 참고 문헌
- 자치통감강목 권11 - 국가유산청 국가유산포털